# Palaechthona
Palaechthona là một chi bướm đêm thuộc họ Erebidae.